# Seznam toků povodí Šešuvisu
Toto je Seznam toků povodí Šešuvisu (přítok Jūry) v Litvě.

## Nadřazené vodstvo, řeka
(v závorce řád)
- Atlantský oceán (-2)
- Baltské moře (-1)
- Kurský záliv (-1)
- Němen (0)
- Jūra (1)
- Šešuvis (2)

## Přímé přítoky Šešuvisu
Přímé přítoky Šešuvisu jsou přítoky Němenu 3. řádu.
- Levé:

| Hydrologické pořadí | Řeka         | Délka (km) | Povodí (km²) | Vzdálenost od ústí (km) | Ústí kde          | Koordináty ústí |
| ------------------- | ------------ | ---------- | ------------ | ----------------------- | ----------------- | --------------- |
| 16010753            | Agumas       | 2,9        | 5,3          | 91,3                    | Viduklė           |                 |
| 16010754            | Tramalkas    | 6,4        | 9,5          | 81,0                    |                   |                 |
| 16010756            | Apusinas     | 19,0       | 48,8         | 78,1                    | Žažačiai          |                 |
| 16010765            | Alsa         | 17,4       | 44,9         | 74,5                    | Paalsio tvenkinys |                 |
| 16010771            | Upė          | 40,2       | 134,7        | 61,0                    | Varlaukis         |                 |
| 16010828            | Š-3          | 3,1        | 2,0          | 40,1                    |                   |                 |
| 16010829            | Šaltuona     | 73,2       | 570,1        | 36,6                    | Užvarniai         |                 |
| 16010894            | Varnas       | 4,6        | 20,1         | 35,1                    | Zuikiškiai        |                 |
| 16010899            | Įkojis       | 16,0       | 58,3         | 27,8                    | Gaurė             |                 |
| 16010919            | Drūtupis     | 6,3        | 15,7         | 16,8                    | Baltrušaičiai     |                 |
| 16010922            | Š-1          | 3,5        | 3,0          | 14,6                    |                   |                 |
| 16010923            | Alksnupis    | 4,3        | 8,2          | 14,0                    | Milaičiai         |                 |
| 16010926            | Meižis       | 8,4        | 25,8         | 10,0                    | Meškai            |                 |
| 16010927            | Raudonmeižis | 7,0        | 26,9         | 9,8                     | Rūgaliai          |                 |

- Pravé:

| Hydrologické pořadí | Řeka                   | Délka (km) | Povodí (km²) | Vzdálenost od ústí (km) | Ústí kde    | Koordináty ústí |
| ------------------- | ---------------------- | ---------- | ------------ | ----------------------- | ----------- | --------------- |
| 16010731            | Lyksnis                | 7,1        | 21,8         | 110,7                   |             |                 |
| 16010732            | Gervinas               | 2,1        | 1,6          | 106,2                   |             |                 |
| 16010733            | Jaujupis neboli Kliūkė | 8,1        | 19,0;        | 97,2                    | Pašešuvys   |                 |
| 16010737            | Žalpė                  | 19,1       | 46,5         | 95,7                    | Pašešuvys   |                 |
| 16010744            | Dumbulis               | 3,6        | 6,8          | 95,4                    |             |                 |
| 16010746            | Balčia                 | 19,8       | 76,7         | 92,0                    | Yliai       |                 |
| 16010769            | Verėpas                | 6,5        | 7,0          | 73,0                    |             |                 |
| 16010777            | Upyna                  | 26,2       | 56,0         | 55,2                    |             |                 |
| 16010784            | Trišiūkštė             | 20,4       | 77,9         | 52,4                    | Ožnugariai  |                 |
| 16010794            | Sartelis               | 1,7        | 2,9          | 51,6                    |             |                 |
| 16010795            | Kertenys               | 10,0       | 21,3         | 47,1                    | Batakiai    |                 |
| 16010796            | Ančia                  | 66,4       | 278,6        | 46,0                    | Varlakojai  |                 |
| 16010827            | Rykija                 | 5,9        | 11,8         | 41,9                    | Mickiškė    |                 |
| 16010896            | Ringė                  | 2,8        | 3,8          | 32,9                    | Traklaukas  |                 |
| 16010897            | Laiga                  | 5,4        | 4,4          | 31,4                    | Milgaudžiai |                 |
| 16010898            | Salupis                | 8,2        | 7,3          | 29,6                    | Gaurė       |                 |
| 16010902            | Agluona                | 31,1       | 121,1        | 26,4                    | Gauraičiai  |                 |
| 16010916            | Skardupis              | 3,3        | 5,5          | 22,2                    | Kunigiškiai |                 |
| 16010917            | Miliuša                | 13,0       | 24,1         | 21,5                    | Kunigiškiai |                 |
| 16010924            | Š-4                    | 3,4        | 3,0          | 12,8                    | Kalniškiai  |                 |
| 16010925            | Š-2                    | 3,2        | 3,1          | 12,5                    | Kalniškiai  |                 |
| 16010929            | Beržė                  | 12,4       | 31,8         | 4,8                     | Ližiai      |                 |

## Přítoky Němenu 4. řádu v povodí Šešuvisu
Viz též článek Seznam toků povodí Šešuvisu 4. řádu.

### Méně rozvětvené přítoky
Tabulka přítoků Němenu 4. řádu v povodí Šešuvisu s méně než pěti přítoky:
| Hydrologické pořadí | Levý /Pravý | Řeka                  | Délka (km) | Povodí (km²) | Vzdálenost od ústí (km) | Ústí do      | Ústí kde                           | Koordináty ústí |
| ------------------- | ----------- | --------------------- | ---------- | ------------ | ----------------------- | ------------ | ---------------------------------- | --------------- |
| 16010734            | Pravý       | Raudžio upelis        | 4,4        | 3,2          | 4,1                     | Jaujupis     |                                    |                 |
| 16010735            | Pravý       | Skirtinas             | 6,4        |              | 2,0                     | Jaujupis     | Molavėnai                          |                 |
| 16010736            | Pravý       | Dobilė                | 3,9        | 8,3          | 0,4                     | Jaujupis     | Pašešuvys                          |                 |
| 16010738            | Pravý       | Balsupis              | 2,3        | 2,6          | 13,7                    | Žalpė        | Balos                              |                 |
| 16010739            | Levý        | Žalpikė               | 4,1        | 19,2         | 13,5                    | Žalpė        | Balos                              |                 |
| 16010742            | Pravý       | Gvaizdupis            | 3,9        | 4,2          | 9,3                     | Žalpė        |                                    |                 |
| 16010743            | Levý        | Driūbas               | 3,4        | 2,3          | 5,1                     | Žalpė        |                                    |                 |
| 16010745            | Pravý       | Balnupis              | 3,0        | 1,6          | 1,0                     | Dumbulis     |                                    |                 |
| 16010747            | Pravý       | Gėgžnas               | 4,9        | 7,9          | 12,5                    | Balčia       | Milviečiai                         |                 |
| 16010748            | Levý        | Varnė                 | 13,1       | 23,0         | 7,3                     | Balčia       | Paežeris                           |                 |
| 16010752            | Levý        | Kumpė                 | 2,5        | 3,5          | 6,4                     | Balčia       | Pužai                              |                 |
| 16010755            | Levý        | Kervėkštas            | 3,0        | 2,2          | 1,6                     | Tramalkas    |                                    |                 |
| 16010757            | Pravý       | Kerupys               | 5,8        | 10,4         | 10,1                    | Apusinas     | Viduklė                            |                 |
| 16010761            | Levý        | Šilupė                | 3,2        | 5,8          | 9,9                     | Apusinas     | Viduklė                            |                 |
| 16010763            | Levý        | Plačiuva              | 4,8        | 7,2          | 5,1                     | Apusinas     | Plačiuva                           |                 |
| 16010764            | Pravý       | Upelis                |            |              | 0,8                     | Apusinas     |                                    |                 |
| 16010766            | Levý        | Švendra               | 6,2        | 12,1         | 7,7                     | Alsa         | Šeštokynė                          |                 |
| 16010768            | Pravý       | Švendriukas           | 6,3        | 5,3          | 2,1                     | Alsa         | Paalsys                            |                 |
| 16010772            | Levý        | Kerūlė neboli Gerdūšė | 9,4        | 19,3         | 31,9                    | Upė          | Lakštučiai (ryb. Paupio tvenkinys) |                 |
| 16010774            | Levý        | Alėja                 | 18,6       | 45,8         | 26,8                    | Upė          | Sujainiai                          |                 |
| 16010778            | Levý        | Dangė                 | 1,8        | 1,4          | 23,2                    | Upyna        |                                    |                 |
| 16010779            | Levý        | Palėja                | 6,2        | 12,8         | 14,8                    | Upyna        |                                    |                 |
| 16010783            | Levý        | Pratvalkas            | 4,7        | 8,4          | 9,7                     | Upyna        |                                    |                 |
|                     | Pravý       | Ramonas               | 5,2        | 5,0          | 2,1                     | Kertenys     |                                    |                 |
| 16010895            | Pravý       | V - 2                 | 2,7        | 8,0          | 1,4                     | Varnas       |                                    |                 |
| 16010903            | Levý        | Duobaitė              | 3,0        | 4,7          | 26,9                    | Agluona      |                                    |                 |
| 16010905            | Pravý       | Stinčius              | 3,6        | 4,0          | 25,2                    | Agluona      |                                    |                 |
| 16010906            | Levý        | A - 3                 | 2,9        | 2,2          | 22,1                    | Agluona      |                                    |                 |
| 16010907            | Levý        | Agluona               | 25,5       | 54,6         | 12,2                    | Agluona      | Juodpetriai                        |                 |
| 16010914            | Pravý       | Juodupis              | 5,2        | 6,6          | 9,1                     | Agluona      |                                    |                 |
| 16010915            | Levý        | A - 1                 | 4,2        | 4,9          | 5,3                     | Agluona      |                                    |                 |
| 16010916            | Levý        | Skardupis             | 3,3        | &3,7         | 3,4                     | Įkojis       |                                    |                 |
| 16010918            | Levý        | Miliušėlė             | 2,6        | 3,8          | 5,4                     | Miliuša      |                                    |                 |
| 16010921            | Pravý       | Melnyčėlė             | 1,8        | 2,4          | 2,7                     | Drūtupis     |                                    |                 |
| 16010928            | Levý        | Judunė                | 4,9        | 11,8         | 1,6                     | Raudonmeižis |                                    |                 |
| 16010931            | Pravý       | B - 2                 | 3,5        | 3,6          | 8,2                     | Beržė        |                                    |                 |
| 16010932            | Pravý       | Papušinė              | 3,2        | 2,7          | 7,4                     | Beržė        |                                    |                 |
| 16010934            | Levý        | Trumpė                | 3,3        | 7,9          | 4,5                     | Beržė        |                                    |                 |

### Přímé přítoky řeky Trišiūkštė
Přímé přítoky Trišiūkštė jsou přítoky Němenu 4. řádu.
- Nadřazené vodstvo, řeka:

(v závorce řád)
- - Atlantský oceán (-2)
  - Baltské moře (-1)
  - Kurský záliv (-1)
  - Němen (0)
  - Jūra (1)
  - Šešuvis (2)
  - Trišiūkštė (3)

| Hydrologické pořadí | Levý /Pravý | Řeka     | Délka (km) | Povodí (km²) | Vzdálenost od ústí (km) | Ústí kde | Koordináty ústí |
| ------------------- | ----------- | -------- | ---------- | ------------ | ----------------------- | -------- | --------------- |
| 16010785            | Pravý       | Vaivilas | 5,5        | 5,7          | 13,1                    |          |                 |
| 16010786            | Pravý       | Ragupys  | 2,5        | 1,8          | 12,1                    |          |                 |
| 16010787            | Pravý       | Klūpys   | 6,0        | 7,3          | 11,5                    |          |                 |
| 16010789            | Levý        | Upynikė  | 21,8       | 36,0         | 3,9                     |          |                 |
| 16010793            | Pravý       | Šėmė     | 5,3        | 7,8          | 2,7                     |          |                 |

### Přímé přítoky Anči
Přímé přítoky Anči jsou přítoky Němenu 4. řádu.
- Nadřazené vodstvo, řeka:

(v závorce řád)
- - Atlantský oceán (-2)
  - Baltské moře (-1)
  - Kurský záliv (-1)
  - Němen (0)
  - Jūra (1)
  - Šešuvis (2)
  - Ančia (3)
- Levé:

| Hydrologické pořadí | Řeka      | Délka (km) | Povodí (km²) | Vzdálenost od ústí (km) | Ústí kde  | Koordináty ústí |
| ------------------- | --------- | ---------- | ------------ | ----------------------- | --------- | --------------- |
| 16010799            | Šaltupis  | 2,7        | 3,1          | 60,0                    |           |                 |
| 16010802            | Plūsčia   | 10,6       | 58,6         | 58,0                    |           |                 |
| 16010821            | Suvirkštė | 13,2       | 22,8         | 25,4                    |           |                 |
| 16010823            | Inkstilas | 14         | 7,6          | 20,5                    | Skaudvilė |                 |

- Pravé:

| Hydrologické pořadí | Řeka         | Délka (km) | Povodí (km²) | Vzdálenost od ústí (km) | Ústí kde    | Koordináty ústí |
| ------------------- | ------------ | ---------- | ------------ | ----------------------- | ----------- | --------------- |
| 16010797            | Žiogė        | 4,2        | 4,0          | 63,3                    |             |                 |
| 16010798            | Ringys       | 5,5        | 6,4          | 62,3                    |             |                 |
| 16010801            | Dubė         | 4,9        | 8,3          | 59,8                    |             |                 |
| 16010808            | Ringys       | 5,5        | 8,1          | 57,1                    |             |                 |
| 16010809            | Skliaustis   | 10,9       | 37,8         | 52,6                    | Nuomininkai |                 |
| 16010815            | Lydekų ravas | 2,4        | 2,2          | 51,1                    |             |                 |
| 16010816            | A-2          | 2,9        | 2,7          | 32,3                    |             |                 |
| 16010817            | Klutupis     | 2,7        | 4,6          | 31,6                    |             |                 |
| 16010818            | Pela         | 12,2       | 24,1         | 29,2                    | Keteriai    |                 |
| 16010824            | Narasa       | 5,3        | 8,9          | 20,1                    |             |                 |
| 16010825            | Ūkis         | 4,8        | 6,3          | 7,6                     |             |                 |
| 16010826            | A-1          | 3,4        | 5,5          | 5,0                     |             |                 |

### Přímé přítoky Šaltuony
Přímé přítoky Šaltuony jsou přítoky Němenu 4. řádu.
- Nadřazené vodstvo, řeka:

(v závorce řád)
- - Atlantský oceán (-2)
  - Baltské moře (-1)
  - Kurský záliv (-1)
  - Němen (0)
  - Jūra (1)
  - Šešuvis (2)
  - Šaltuona (3)

- Levé:

| Hydrologické pořadí | Řeka             | Délka (km) | Povodí (km²) | Vzdálenost od ústí (km) | Ústí kde  | Koordináty ústí |
| ------------------- | ---------------- | ---------- | ------------ | ----------------------- | --------- | --------------- |
| 16010832            | Beržtupis        | 5,2        | 10,0         | 66,5                    |           |                 |
| 16010833            | Kerupė           | 9,6        | 11,4         | 65,1                    |           |                 |
| 16010834            | Rudupis          | 1,8        | 2,2          | 62,3                    |           |                 |
| 16010837            | Apusinas         | 9,5        | 16,7         | 58,2                    |           |                 |
| 16010839            | Leiškonių upelis | 5,0        | 7,8          | 54,2                    |           |                 |
| 16010841            | Šilupė           | 4,4        | 4,0          | 53,7                    |           |                 |
| 16010843            | Dūrupis          | 4,8        | 4,9          | 48,7                    |           |                 |
| 16010858            | Pacekluonis      | 5,5        | 7,6          | 39,6                    |           |                 |
| 16010861            | Bebirva          | 34,2       | 140,7        | 29,9                    | Lapgiriai |                 |
| 16010883            | Trunda           | 3,2        | 4,3          | 19,5                    |           |                 |
| 16010887            | Pelkupis         | 4,8        | 6,3          | 12,1                    |           |                 |
| 16010891            | Sargupis         | 2,2        | 9,9          | 6,1                     |           |                 |

- Pravé:

| Hydrologické pořadí | Řeka       | Délka (km) | Povodí (km²) | Vzdálenost od ústí (km) | Ústí kde | Koordináty ústí |
| ------------------- | ---------- | ---------- | ------------ | ----------------------- | -------- | --------------- |
| 16010831            | Š-2        | 3,5        | 3,9          | 67,1                    |          |                 |
| 16010835            | Prabauda   | 17,2       | 42,4         | 59,6                    |          |                 |
| 16010842            | Kalnupis   | 6,3        | 10,0         | 49,9                    |          |                 |
| 16010844            | Kalnupis   | 13,2       | 19,3         | 44,0                    |          |                 |
| 16010846            | Šlyna      | 28,6       | 93,6         | 41,4                    |          |                 |
| 16010859            | Kalupis    | 4,0        | 4,0          | 34,0                    |          |                 |
| 16010881            | Viščiova   | 10,7       | 26,2         | 21,0                    |          |                 |
| 16010884            | Akmena     | 8,4        | 14,4         | 18,2                    |          |                 |
| 16010885            | Eržvilkai  | 6,1        | 8,2          | 15,1                    |          |                 |
| 16010888            | Viržuona   | 6,0        | 6,1          | 9,3                     |          |                 |
| 16010889            | Velbė      | 3,9        | 5,4          | 8,4                     |          |                 |
| 16010892            | Labaukštas | 9,4        | 22,9         | 4,2                     |          |                 |

## Přítoky Němenu 5. řádu
Viz též článek Seznam toků povodí Šešuvisu 5. řádu.

Tabulky přítoků Němenu 5. řádu v povodí Šešuvisu:

### Méně rozvětvené přítoky
| Hydrologické pořadí | Levý /Pravý | Řeka      | Délka (km) | Povodí (km²) | Vzdálenost od ústí (km) | Ústí do    | Ústí kde   | Koordináty ústí |
| ------------------- | ----------- | --------- | ---------- | ------------ | ----------------------- | ---------- | ---------- | --------------- |
| 16010741            | Pravý       | Alksna    | 6,5        | 8,2          | 2,2                     | Žalpikė    | Kerkasiai  |                 |
| 16010749            | Pravý       | Varapolis | 2,7        | 3,6          | 2,0                     | Varnė      |            |                 |
| 16010751            | Pravý       | Varnaitis | 3,2        | 1,5          | 1,4                     | Varnė      |            |                 |
| 16010758            | Pravý       | K-2       | 6,2        | 3,3          | 4,0                     | Kerupys    |            |                 |
| 16010759            | Levý        | Ringė     | 3,4        | 2,4          | 1,5                     | Kerupys    |            |                 |
| 16010762            | Pravý       | Š - 2     | 3,4        | 1,9          | 0,4                     | Šilupė     |            |                 |
| 16010767            | Levý        | Vilpisis  | 4,1        | 4,5          | 1,5                     | Švendra    | Šeštokynė  |                 |
| 16010773            | Levý        | Plaukupis | 7,0        | 9,5          | 0,2                     | Kerūlė     | Lakštučiai |                 |
| 16010775            | Levý        | Kūdlankis | 5,0        | 4,9          | 12,8                    | Alėja      | Alėjai I   |                 |
| 16010776            | Levý        | Blindis   | 6,3        | 17,2         | 9,8                     | Alėja      | Jorūdiškė  |                 |
| 16010781            | Levý        | Gatupis   | 3,6        | 4,2          | 2,0                     | Palėja     |            |                 |
| 16010782            | Levý        | Šienupis  | 2,2        | 2,5          | 0,7                     | Palėja     |            |                 |
| 16010788            | Levý        | Blendynė  | 3,8        | 2,3          | 0,5                     | Klūpys     |            |                 |
| 16010791            | Levý        | Gilvitinė | 7,8        | 8,4          | 16,7                    | Upynikė    |            |                 |
| 16010792            | Pravý       | Molė      | 4,3        | 6,3          | 8,4                     | Upynikė    |            |                 |
| 16010803            | Levý        | Mergė     | 6,2        | 24,0         | 7,7                     | Plūsčia    |            |                 |
| 16010806            | Levý        | P-1       | 3,8        | 6,2          | 3,8                     | Plūsčia    |            |                 |
| 16010807            | Pravý       | P-2       | 3,2        | 7,9          | 2,8                     | Plūsčia    |            |                 |
| 16010811            | Pravý       | Raubeda   | 5,2        | 4,0          | 5,9                     | Skliaustis |            |                 |
| 16010812            | Levý        | Laukė     | 4,8        | 4,4          | 5,1                     | Skliaustis |            |                 |
| 16010813            | Levý        | Bižas     | 3,7        | 3,4          | 3,3                     | Skliaustis |            |                 |
| 16010814            | Pravý       | Juodupis  | 3,8        | 6,4          | 2,8                     | Skliaustis |            |                 |
| 16010819            | Pravý       | Lyžena    | 4,0        | 9,3          | 3,9                     | Pela       |            |                 |
| 16010822            | Levý        | Baudys    | 4,4        | 5,0          | 3,9                     | Suvirkštė  |            |                 |
| 16010836            | Levý        | Gintaras  | 7,7        | 13,6         | 1,8                     | Prabauda   |            |                 |
| 16010838            | Levý        | Sraigė    | 2,1        | 1,9          | 4,3                     | Apusinas   |            |                 |
| 16010845            | Levý        | Serbenta  | 3,5        | 4,6          | 3,6                     | Kalnupis   |            |                 |
| 16010882            | Pravý       | V-2       | 3,0        | 4,2          | 4,0                     | Viščiova   |            |                 |
| 16010886            | Levý        | E-1       | 3,4        | 2,0          | 4,0                     | Eržvilkai  |            |                 |
| 16010893            | Pravý       | Dauba     | 4,7        | 7,8          | 1,6                     | Labaukštas |            |                 |
| 16010904            | Pravý       | Minsnoras | 2,5        | 2,5          | 0,5                     | Duobaitė   |            |                 |
| 16010908            | Pravý       | Žagvietis | 3,8        | 3,4          | 15,9                    | Agluona    |            |                 |
| 16010909            | Pravý       | Grumbė    | 4,6        | 4,3          | 12,0                    | Agluona    |            |                 |
|                     | Pravý       | Altupis   |            |              |                         | Agluona    |            |                 |
| 16010911            | Pravý       | Raudupis  | 6,4        | 4,8          | 8,4                     | Agluona    |            |                 |
| 16010912            | Levý        | Bijotas   | 5,0        | 5,7          | 5,7                     | Agluona    |            |                 |
| 16010913            | Levý        | Molupis   | 2,8        | 3,9          | 2,3                     | Agluona    |            |                 |
|                     | Levý        | Drumsta   |            |              |                         | Agluona    |            |                 |
| 16010935            | Levý        | Trumpikė  | 2,5        | 3,7          | 1,2                     | Trumpė     |            |                 |

### Přímé přítoky Šlyny
Přímé přítoky Šlyny jsou přítoky Němenu 5. řádu.
- Nadřazené vodstvo, řeka:

(v závorce řád)
- - Atlantský oceán (-2)
  - Baltské moře (-1)
  - Kurský záliv (-1)
  - Němen (0)
  - Jūra (1)
  - Šešuvis (2)
  - Šaltuona (3)
  - Šlyna (4)

| Hydrologické pořadí | Levý /Pravý | Řeka      | Délka (km) | Povodí (km²) | Vzdálenost od ústí (km) | Ústí kde | Koordináty ústí |
| ------------------- | ----------- | --------- | ---------- | ------------ | ----------------------- | -------- | --------------- |
| 16010847            | Pravý       | Šlynaitė  | 3,2        | 3,2          | 25,0                    |          |                 |
| 16010848            | Pravý       | Gėrupis   | 2,7        | 1,7          | 21,3                    |          |                 |
| 16010849            | Levý        | Šaka      | 5,8        | 10,8         | 19,2                    |          |                 |
| 16010852            | Pravý       | Kiaunupis | 8,6        | 11,8         | 12,8                    |          |                 |
| 16010854            | Levý        | Reizgupis | 12,3       | 20,6         | 9,1                     |          |                 |
| 16010856            | Pravý       | Ūsupis    | 11,6       | 10,9         | 4,8                     |          |                 |
| 16010857            | Levý        | Toleišė   | 5,8        | 5,3          | 2,4                     |          |                 |
| 16010851            | Levý        | Vilkupis* | 5,2        | 4,4          | 0,3(Šaka)               |          |                 |

### Přímé přítoky Bebirvy
Přímé přítoky Bebirvy jsou přítoky Němenu 5. řádu.
- Nadřazené vodstvo, řeka:

(v závorce řád)
- - Atlantský oceán (-2)
  - Baltské moře (-1)
  - Kurský záliv (-1)
  - Němen (0)
  - Jūra (1)
  - Šešuvis (2)
  - Šaltuona (3)
  - Bebirva (4)

- Levé:

| Hydrologické pořadí | Řeka       | Délka (km) | Povodí (km²) | Vzdálenost od ústí (km) | Ústí kde | Koordináty ústí |
| ------------------- | ---------- | ---------- | ------------ | ----------------------- | -------- | --------------- |
| 16010866            | Tošė       | 7,9        | 7,3          | 17,9                    |          |                 |
| 16010867            | Tolupis    | 11,4       | 27,7         | 12,9                    |          |                 |
| 16010871            | Gakštikas  | 3,2        | 2,3          | 12,7                    |          |                 |
| 16010874            | Bebirvytis | 13,9       | 26,2         | 6,8                     |          |                 |
| 16010878            | Logupis    | 5,1        | 6,0          | 5,2                     |          |                 |
| 16010879            | Driūbinas  | 5,4        | 7,3          | 0,2                     |          |                 |

- Pravé:

| Hydrologické pořadí | Řeka      | Délka (km) | Povodí (km²) | Vzdálenost od ústí (km) | Ústí kde | Koordináty ústí |
| ------------------- | --------- | ---------- | ------------ | ----------------------- | -------- | --------------- |
| 16010862            | Lendrė    | 1,6        | 0,9          | 26,9                    |          |                 |
| 16010863            | Rudupis   | 3,0        | 3,7          | 26,1                    |          |                 |
| 16010864            | Krioklė   | 4,0        | 3,9          | 24,1                    |          |                 |
| 16010865            | Rokklonis | 3,8        | 3,2          | 22,0                    |          |                 |
| 16010872            | Leiškonė  | 4,0        | 5,5          | 11,7                    |          |                 |
| 16010877            | Kartupis  | 10,8       | 7,7          | 6,3                     |          |                 |

## Přítoky Němenu 6. řádu
Tabulka přítoků Němenu 6. řádu v povodí Šešuvisu:
| Hydrologické pořadí | Levý /Pravý | Řeka         | Délka (km) | Povodí (km²) | Vzdálenost od ústí (km) | Ústí do    | Ústí kde | Koordináty ústí |
| ------------------- | ----------- | ------------ | ---------- | ------------ | ----------------------- | ---------- | -------- | --------------- |
|                     | Pravý       | Kriukė       | 4,8        | 3,7          | 3,6                     | Gintaras   |          |                 |
| 16010851            | Levý        | Vilkupis     | 5,2        | 4,4          | 0,3                     | Šaka       |          |                 |
| 16010853            | Pravý       | Diegupis     | 4,0        | 3,4          | 1,7                     | Kiaunupis  |          |                 |
| 16010855            | Pravý       | Raseika      | 4,3        | 6,4          | 2,6                     | Reizgupis  |          |                 |
| 16010868            | Levý        | Sartė        | 7,5        | 11,6         | 6,5                     | Tolupis    |          |                 |
| 16010869            | Levý        | T - 1        | 3,0        | 5,9          | 1,6                     | Tolupis    |          |                 |
| 16010873            | Pravý       | Juodkriaunis | 3,4        | 3,5          | 2,2                     | Leiškonė   |          |                 |
| 16010875            | Levý        | Pečvieta     | 4,4        | 3,5          | 7,1                     | Bebirvytis |          |                 |
| 16010876            | Pravý       | Pjaunys      | 5,0        | 4,8          | 4,2                     | Bebirvytis |          |                 |
| 16010882            | Levý        | V - 2        | 3,0        | 5,9          | 1,6                     | Tolupis    |          |                 |